# أنتوني بيليه
أنتوني بيليه (بالإنجليزية: Anthony Pelle)‏ مواليد 1 ديسمبر 1972 في نيويورك، هو لاعب كرة سلة أمريكي. بدأ مسيرته الاحترافية في سنة 1995. تم اختياره من قبل فريق دنفر ناغتس خلال الدرافت. يبلغ طوله 7 قدم 0 بوصة (2.1 م). اعتزل اللعب في 2010.

## المسيرة الاحترافية
لعب مع نادي إيه إي كي لكرة السلة في موسم 1995–1996، ثم لعب مع نادي سانت جوسيب لكرة السلة في الدوري الإسباني في موسم 1996–1997، ثم لعب مع أورورا باسكت ييزي في موسم 1997–1998، ثم لعب مع فابريانو باسكت في سنة 1998.

## روابط خارجية
- أنتوني بيليه على موقع سبورتس رفرنس (الإنجليزية)
- أنتوني بيليه على موقع الدوري الإسباني لكرة السلة (الإسبانية)
- أنتوني بيليه على موقع كرة السلة الأوروبية.كوم (الإنجليزية)
- أنتوني بيليه على موقع كلية كرة السلة في سبورتس رفرنس.كوم (الإنجليزية)
- أنتوني بيليه على موقع ريلجم (الإنجليزية)
- أنتوني بيليه على موقع بروبوليرز (الإنجليزية)
- أنتوني بيليه على موقع سبورتس رفرنس (الإنجليزية)
- أنتوني بيليه على موقع سبورتس رفرنس (الإنجليزية)